# Шанверрі
Шанверрі (фр. Chanverrie) — муніципалітет у Франції, у регіоні Пеї-де-ла-Луар, департамент Вандея. Шанверрі утворено 1 січня 2019 року шляхом злиття муніципалітетів Шамбрето i Ла-Веррі. Адміністративним центром муніципалітету є Ла-Веррі. Населення — 5506 осіб (01.01.2021).